# Марголис, Михаил Михайлович
Михаи́л Миха́йлович Марго́лис (род. 27 августа 1970, Москва) — российский музыкальный журналист, биограф, писатель
, радиоведущий, музыкальный критик.

## Биография
Михаил Марголис родился в Москве 27 августа 1970 года. С 1988 по 1990 год служил в армии.
Получил образование в Московском государственном институте культуры.
В 1990 году он начал карьеру в журналистике, печатался в таких изданиях, как «Учительская газета», «Куранты», «Новые известия», «Московские новости», «Ваш досуг»; в дальнейшем стал постоянным музыкальным обозревателем газеты «Известия».
В середине 1990-х годов был регулярным участником культового ток-шоу «Акулы пера».
В 1998 году Марголис стал лауреатом национальной премии в области шоу-бизнеса «Овация» в номинации «Журналист года».
В 2009 году вышла его первая книга «Затяжной поворот», составленная из интервью с участниками группы «Машина времени» и комментариев коллег-музыкантов и самого автора. За эту книгу Марголис был награждён премией «Чартова дюжина».
Его следующая книга «АукцЫон. Книга учета жизни» (2010) была отмечена номинацией на премию «Степной волк». По мнению Алексея Мажаева, несмотря на трудность написания книги об «Аукцыоне» Марголису удалось обрисовать «очень последовательную и внятную историю коллектива».
К 50-летнему юбилею Михаила Турецкого был приурочен выпуск третьей книги Марголиса «Крепкий Турок. Цена успеха Хора Турецкого» в мае 2012 года.
Ведёт программу «Воздух» на «Нашем радио» по субботам.
Михаил Марголис также известен в спортивных кругах как игрок в настольный хоккей. Он был основателем и первым президентом Российской федерации настольного хоккея.

### Личная жизнь
- Жена — Изабелла Марголис — работала стилистом Аллы Пугачёвой, познакомились в 2005 году. Имеет двоих детей от предыдущих браков — Евгения Марголис (1997) и Илья Марголис (2007).[1][8].

Михаил Марголис — болельщик ФК «Динамо» и ХК «Динамо». Увлекается испанским футболом, болеет за мадридский «Реал», по состоянию на 6 декабря 2020 года проживал в городе Бенидорм, Испания.